# Río Sredni Chelbas
El río Sredni Chelbas (del ruso: Борисовка) es un río de las tierras bajas de Kubán-Priazov en el  krai de Krasnodar de Rusia, afluente por la orilla izquierda del Chelbas.

## Curso
Nace 6 km al este de Yuzhni en el extremo sureste del raión de Pávlovskaya. En su curso de unos 70 km discurre predominantemente al oeste-noroeste. Atraviesa la antedicha localidad, luego Sredni Chelbas y Vesioli. Recibe por la derecha al Sujói Chelbas, donde se encuentran Leninodar y Oktiabrski. Baña Chelbaskaya y Korzhi, localidad donde afluye el arroyo Vodianaya. Tras atravesar Srédniye Chelbasy  y recibir al Sujiye Chelbasy (en cuya cuenca se encuentran Kalínino, Sujiye Chelbasy, Kubánskaya Step y Stepnói) desemboca en el Chelbas en Kanevskaya.